# Авнерека
Авнерека (Авне-речка, Авни, Овнига, Авнига) — река в России, протекает по территории Кемского района Карелии. Устье реки находится в 49 км по правому берегу реки Кеми. Длина реки — 25 км, площадь водосборного бассейна — 232 км².
Берёт начало из Верхнего Авнеозера на высоте 106,3 м над уровнем моря. Протекает через Нижнее Авнеозеро. 
- В 2,5 км от устья, по правому берегу реки впадает река Видречка (протекает через Видозеро)[3].

## Данные водного реестра
По данным государственного водного реестра России относится к Баренцево-Беломорскому бассейновому округу, водохозяйственный участок реки — Кемь от Кривопорожского гидроузла и до устья. Речной бассейн реки — бассейны рек Кольского полуострова и Карелии, впадает в Белое море.
Код объекта в государственном водном реестре — 02020001012102000004672.